# Zmijavci
Zmijavci  [zmi-yav-tsi] ist eine Gemeinde in der Gespanschaft Split-Dalmatien, Kroatien. Ihre Größe beträgt knapp 14 km² und sie zählt im Jahr 2023 etwas mehr als 1660 Einwohner. Die Wirtschaftsgrundlage bilden Landwirtschaft und Weinbau.

## Geographie

### Lage
Die Gemeinde Zmijavci liegt etwa 62 östlich von Split in der Ebene von Imotski (Imotsko polje), etwa 4 km südlich der Stadt Imotski. Unweit des Gemeindegebietes verläuft im Osten die Grenze zum Nachbarstaat Bosnien und Herzegowina.

### Gemeindestruktur
Die Gemeinde (Općina Zmijavci) hat insgesamt 17 Gemeindeteile:
- Buljubašići
- Dikovača
- Đogići
- Gudelji
- Karoglani
- Karoglani
- Kraljevići
- Milasi
- Milasi
- Mrkonjići
- Ninkovići
- Petrovići
- Šabići
- Šabići
- Šute
- Todorići
- Zovke

### Nachbargemeinden
|                               | Imotski 4 km |               |
| Split 62 km                   | Kompass      |               |
| Podbablje 3 km Makarska 20 km |              | Runovići 4 km |

## Kultur und Sehenswürdigkeiten

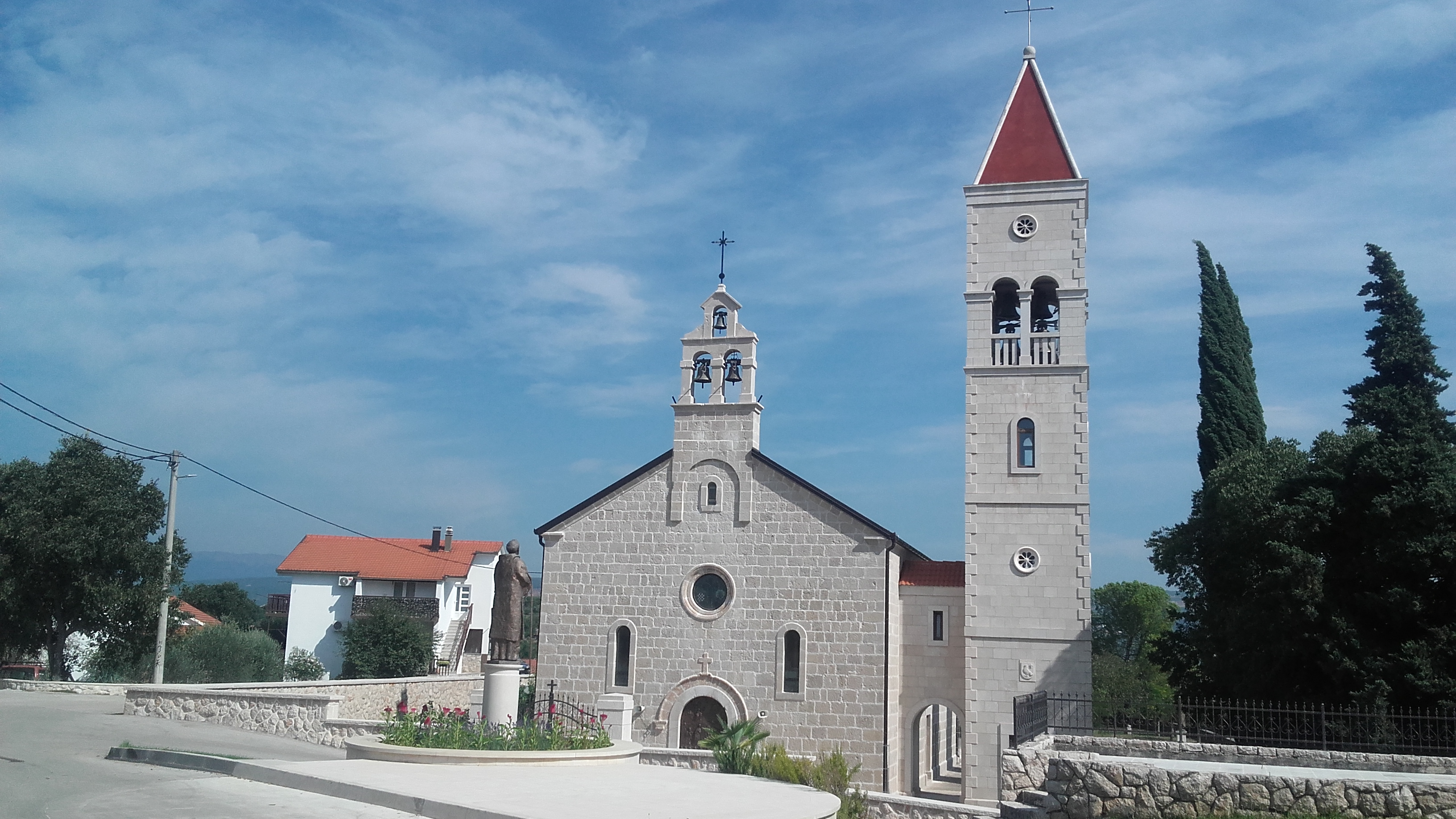
Crkva Svih Svetih in Zmijavci

In Zmijavci gibt es mehrere Einzeldenkmäler, die im Denkmalregister geführt werden und das kulturelle Erbe der Region repräsentieren. Dazu zählt an erster Stelle die Crkva Svih Svetih, die Kirche Allerheiligen aus dem Jahre 1895. Darüber hinaus gibt es das Kuća Mrkonjić, ein historisches Haus von kulturellem Wert. Ebenso bedeutend sind die drei erhaltenen Mühlen Gornja Đogića Mlinica, Petrovića Mlinica und die Padića Mlinica. Letztere befindet sich jedoch in einem sehr schlechtem Zustand. Die beiden Brücken Zmijavački Most na rijeci Vrljici und Most na Bublinu na rijeci Vrljici über den Fluss Matica (auch Vrljici genannt) sind ebenfalls bedeutsame Einzeldenkmäler.
Zudem listet das Denkmalregister einige Bodendenkmäler, die wichtige Zeugnisse der Vergangenheit darstellen. Dazu gehört die Starokršćanska bazilika u Crkvini na Bublinu, eine alte frühchristliche Basilika, von der allerdings nur die Grundmauern erhalten geblieben sind. Weiter gibt es die archäologischen Fundstätten Liskovac, Brižine-Balinjača, Radež und Dikovača. Die ebenfalls als Bodendenkmal registrierte Ruralna cjelina Donji Karoglani besteht aus mehreren Steinhäusern und stammt aus dem 18. Jahrhundert.

## Infrastruktur und öffentliche Einrichtungen
Zmijavci ist ländlich geprägt und besitzt aufgrund seiner geringen Größe nur wenige öffentliche Einrichtungen. Im Ort gibt es neben dem Rathaus und einer Grundschule lediglich ein paar kleine Einkaufsläden, eine Poststelle und etwas Gastronomie. Durch das Gemeindegebiet verläuft die Kreisstraße 6182, die bei Kamenmost an die Staatsstraßen 60 und 76 (Autobahnzubringer) anschließt und den Ort damit an die nächstgrößere Stadt Imotski mit den wichtigsten Versorgungseinrichtungen anbindet.

## Söhne und Töchter der Stadt
- Ivan Gudelj (* 1960), kroatischer Fußballtrainer und ehemaliger Fußballspieler Jugoslawiens
- Ivica Todorić (* 1951), Geschäftsmann und momentan der reichste Einwohner Kroatiens